# Fernando Arturo de Meriño
Fernando Antonio Arturo de Meriño y Ramírez (9 de enero de 1833, Yamasá,  República Dominicana – 20 de agosto de 1906, Santo Domingo, República Dominicana) fue un eclesiástico y político dominicano. Ocupó la presidencia de la República en el período 1880-1882 y, más tarde, fue consagrado arzobispo de Santo Domingo.
Excluyendo las presidencias interinas, Meriño fue el primer presidente de la República Dominicana en completar un mandato presidencial, pues todos sus predecesores renunciaron o fueron derrocados. También fue el primer presidente en portar la banda presidencial dominicana.

## Primeros años
Nació en el paraje de Antoncí, Yamasá, Departamento de Ozama, el 9 de enero de 1833. Se crio en el poblado de San Carlos, en aquel entonces a las afueras de Santo Domingo. 
En 1848, ingresó al Seminario Conciliar y fue ordenado sacerdote el 24 de abril de 1856. Cantó su primera misa el 3 de mayo de ese año. A temprana edad se interesó también en política, siendo crítico del gobierno de Pedro Santana. 

## Vida política
Fue diputado a la Asamblea Constituyente de Moca que redactó la Constitución progresista de entonces. Bajo el protectorado de Santana, Meriño estaba al frente de la Catedral y del Seminario de la Ciudad de Santo Domingo para 1858. Con la muerte del Arzobispo Portes y, más tarde, la del padre Gaspar Hernández, abrieron el camino para la jefatura eclesiástica de Meriño. El 25 de febrero de 1859, a los 26 años de edad, es designado en la jefatura de la Iglesia Católica en la República Dominicana. Dos años después, a los 28 años de edad, en marzo de 1861, el Papa Pío IX lo nombró Administrador Apostólico de la Diócesis de Santo Domingo.
Consumada la Anexión el 18 de marzo de 1861, Meriño criticó a Santana y a la Anexión incluso desde el púlpito. Esto lo obligó a abandonar el país en abril de 1862. Se trasladó a España y luego a Puerto Rico. Más adelante estuvo en Venezuela y luego en Cuba. En todos los lugares que permaneció durante su exilio escribió denuncias contra la Anexión. Restaurada la República, regresó en el mismo año de 1865 y fue elegido Presidente de la Asamblea Constituyente.
Durante la Segunda República formó parte del Partido Azul liderado por Gregorio Luperón y de tendencia liberal y progresista. En este contexto, Meriño fue crítico del gobierno de Buenaventura Báez y de sus intentos por arrendar la bahía de Samaná o de anexionar todo el país a Estados Unidos. Por este motivo, se fue una vez más al exilio y regresó definitivamente en 1875.

## Presidencia de la República
Para 1879 ejerció su ministerio como párroco de Puerto Plata, lugar donde estaba establecido el gobierno provisional presidido por Gregorio Luperón. Meriño jugó allí un importante papel y fue escogido como candidato a la presidencia de la República para las elecciones de 1880. Tomó posesión el 1 de septiembre de ese año y gobernó al país hasta el 1 de septiembre de 1882, conforme a la Constitución de 1880.
El gobierno de Meriño heredó unas finanzas públicas en relativamente buen estado. Además se recibieron más ingresos que en años anteriores gracias a la organización de las aduanas y a los pagos procedentes de Haití.
Para evitar las insurrecciones de los baecistas publicó el "Decreto de San Fernando" el 30 de mayo de 1881. Este decreto prohibía el porte de armas y autorizaba la pena de muerte de todo aquel civil que fuera armado. Esto no evitó que los baecistas se levantaran en armas. La rebelión duró unos cuantos meses, pero fue detenido por Meriño y el general Ulises Heureaux.
Ante la amenaza del Partido Rojo y de nuevas insurrecciones, Meriño se declaró dictador y anuló la Constitución de 1880. Cuando los rojos dejaron de ser una amenaza, Meriño concluyó su dictadura y permitió el paso democrático del gobierno. El Partido Azul designó como su candidato a Heureaux, quien se convirtió en presidente el 1 de septiembre de 1882.

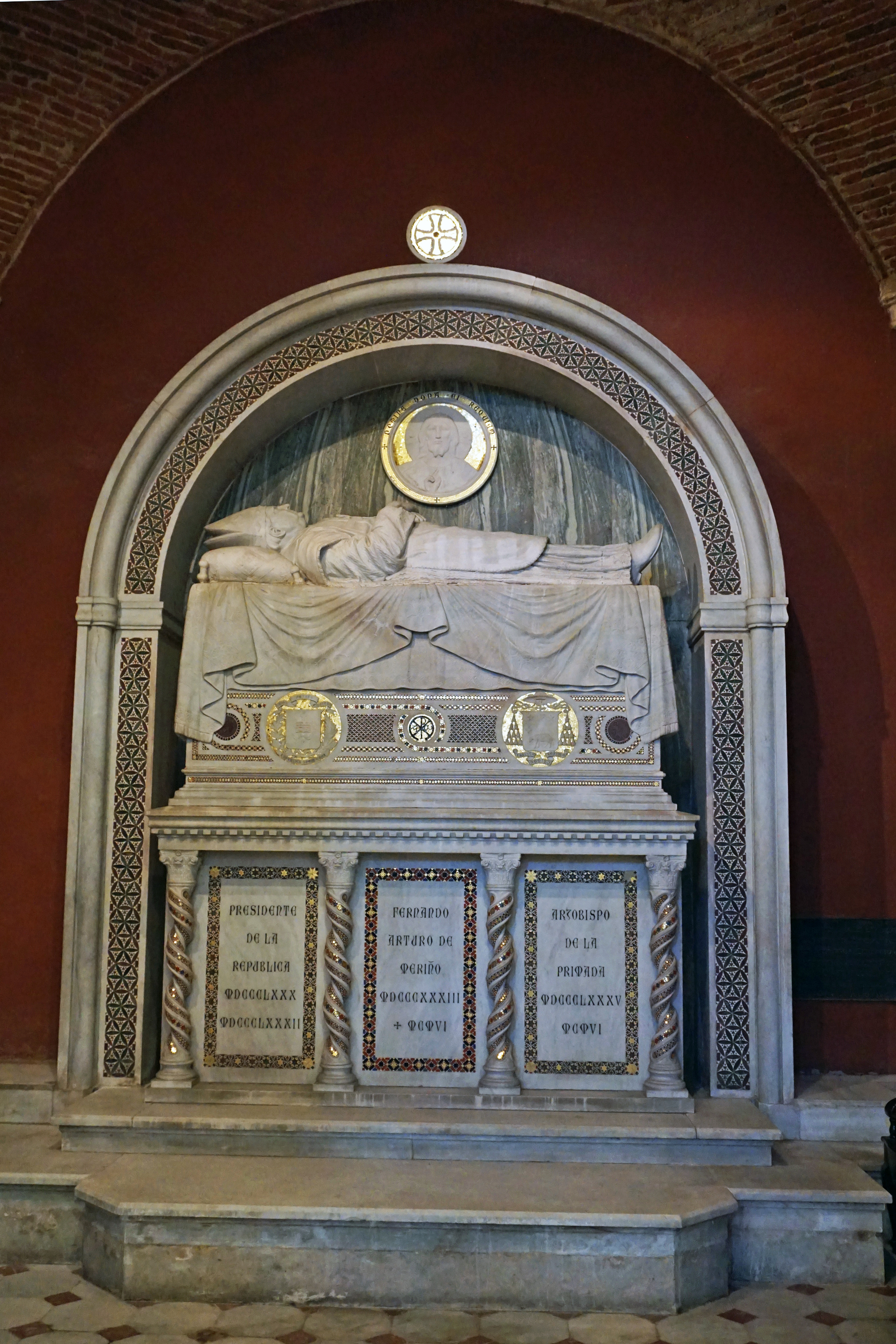
Tumba de Monseñor Meriño en la Catedral Primada de América en la Ciudad Colonial de Santo Domingo.

Llevó adelante sus ideales republicanos haciendo de su mandato un ejemplo de gobierno que promovió el avance y el desarrollo de la nación. Mantuvo un intenso intercambio de puntos de vista y correspondencia con el escritor puertorriqueño Eugenio María de Hostos, fundador de la Escuela Normal. Durante su presidencia se reorganizó el Instituto Profesional, donde se enseñaba Derecho, Medicina y Agrimensura. Al concluir su mandaro, Meriño ocupó el cargo de rector del Instituto Profesional.

## Descendencia
A pesar de ser un sacerdote católico y tener que cumplir un juramento de castidad, Meriño tuvo descendencia con dos mujeres. Con Isabel Logroño, engendró a Álvaro Logroño y a Josefa Logroño; mientras que con la catalana Leonor Defilló Amiguet procreó al insigne médico Fernando Alberto Defilló, quien sería abuelo materno del pintor dominicano Fernando Peña Defilló.

## Obras

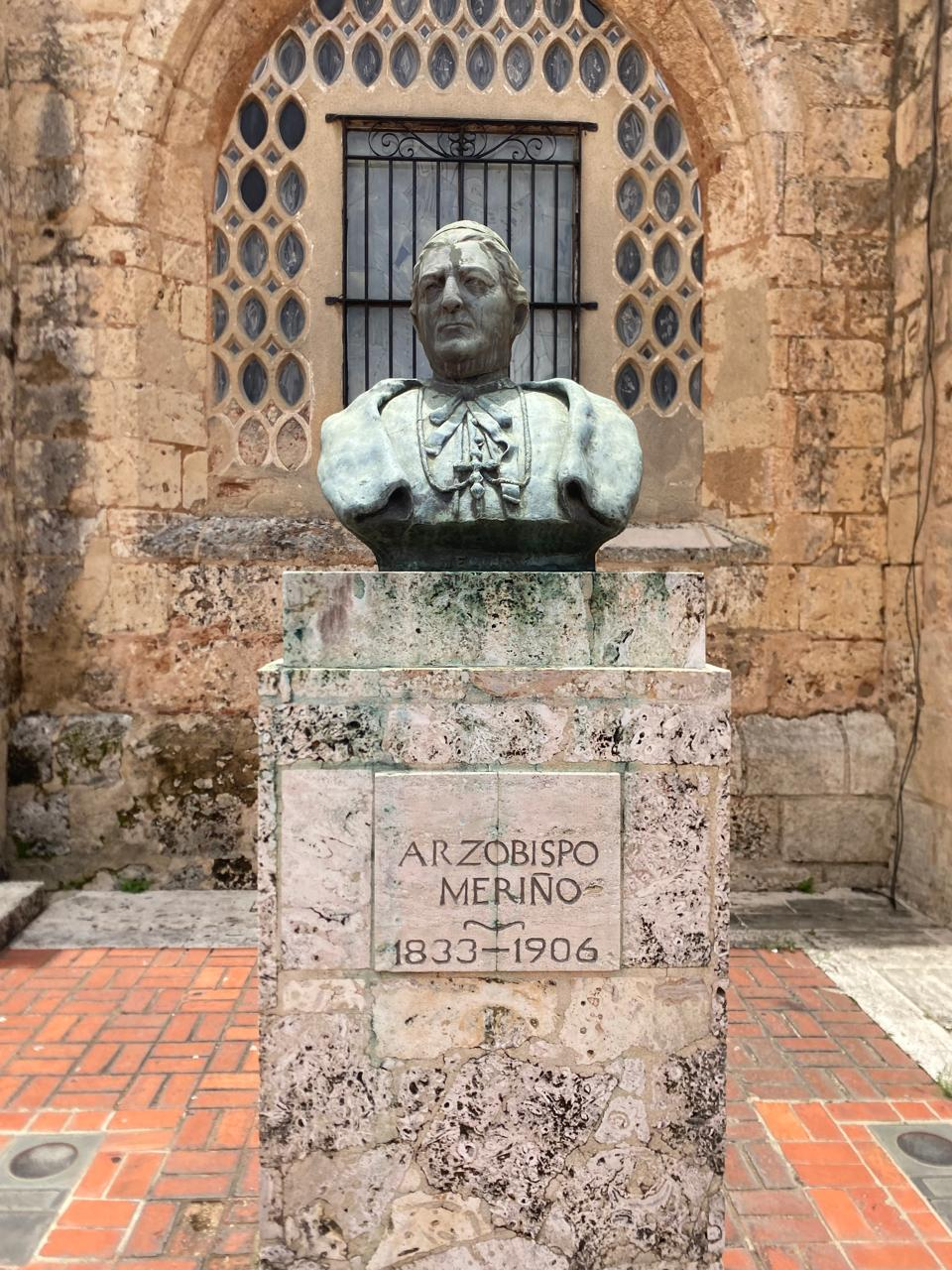
Monumento del Azrzobispo Fernando Arturo de Meriño, ubicado en Santo Domingo, República Dominicana.

Algunas de sus obras fueron las siguientes:
- (1867) Elementos de geografía física, política e histórica de la República Dominicana. Santo Domingo
- (1906) Colección de algunos de sus trabajos oratorios, literarios, religiosos y políticos, con prólogo de Arístides García Gómez y Manuel A. Machado
- (1906) Cartas Pastorales y circulares importantes

No recogidas en volúmenes: Catecismo elemental en el Boletín Eclesiástico” de la Arquidiócesis de Santo Domingo. Escritos inéditos, en la revista “ Clío”, julio - agosto 1935.